# حملة القبضة الحديدية
حملة القبضة الحديدية (بالإنجليزية: Iron Fist Campaign) هو برنامج تعقيم إجباري بدأ في صيف عام 2010 من قبل مسؤولي تنظيم الأسرة في بينينغ، مقاطعة في قوانغدونج، الصين.

## خلفية
في عام 1979 قدمت الحكومة الصينية سياسة الطفل الواحد، والتي تمنع بشكل قانوني الأزواج من أن يكون لديهم أكثر من طفل واحد، على الرغم من وجود بعض الإعفاءات. تم إنشاء السياسة لمعالجة مشكلة الزيادة السكانية والمشاكل الاقتصادية في البلاد.
بحلول عام 2010، تضاءلت جهود تنظيم الأسرة في بينينغ بسبب النمو الإقتصادي السريع في المنطقة، حيث أصبحت غوانغدونج المنطقة الصناعية الأكثر نجاحاً في جمهورية الصين الشعبية. ومع ذلك تم الضغط على مسؤولي تنظيم الأسرة المحليين للحد من الولادات؛ لتلبية الحصص على الصعيد الوطني. أطلق تشن هونج بينج (Chen Hong Ping) رئيس الحزب الشيوعي الإقليمي، حملة القبضة الحديدية من أجل هذه المطالب.

## الحملة
في أبريل 2010، استهدفت قوة عمل قوامها حوالي 600 مسؤول محلي، 9969 امرأة انتهكن سياسة الطفل الواحد في البلد. كان مطلوباً من النساء ابلاغ العيادات الحكومية بالخضوع  لعملية التعقيم، تم احتجاز أفراد عائلات النساء اللواتي رفضن التعقيم إلى أجل غير مسمى حتي تخضع النساء للإجراء. في بعض الحالات، تم اعتقال النساء انفسهن. خلال فترة الحمل التي استمرت 20 يوماً تم احتجاز 1377 شخصاً. من أبريل إلى يونيو تم الإبلاغ عن تعقيم أكثر من 9000 امرأة نتيجة للحملة.

## النقد
لم تتصدر أخبار الحملة عناوين الصحف الرئيسية خارج الصحف المحلية. واقترح هيا يافو(He Yafu) الخبير المستقل المعني بتنظيم الأسرة في الصين، أن الحكومة المركزية بذلت جهداً لإخفاء نتائج الحملة لأن القانون الصيني يحظر على وجه التحديد الوسائل المستخدمة في إنقاذها. أفاد المسؤولون الإقليميون أنه سيتم التحقيق مع سلطات بينينغ المحلية لتحديد شرعية أفعالهم. ووصفت كيت آلين (Kate Allen) من منظمة العفو الدولية (Amnesty international) بأنها «مروعة» وعبرت عن رأيها بأنه «يتعين على السلطات إدانة هذه الممارسة على الفور» 